# Mike Laga
Michael Russell Laga (né le 14 juin 1960 à Ridgewood (New Jersey), États-Unis) est un ancien joueur américain de baseball ayant joué de 1982 à 1990 dans les Ligues majeures à la position de joueur de premier but pour les Tigers de Detroit, les Cardinals de Saint-Louis et les Giants de San Francisco. Il a aussi évolué deux années au Japon.

## Carrière
Choix de première ronde (17e au total) des Tigers de Detroit au repêchage du baseball en 1980, Mike Laga n'a pris part qu'à 188 matchs dans les ligues majeures. Confiné dans un rôle de réserviste, il a connu sa saison la plus occupée en 1988, alors qu'il joua 41 parties (sur 162) avec les Cardinals de Saint-Louis.
Laga a atteint un sommet personnel de coups sûrs à sa toute première saison en 1982, avec 23 coups sûrs en 29 matchs pour Detroit. Son sommet personnel de 16 points produits a été atteint lors de la saison 1986, qu'il a partagée entre Detroit et Saint-Louis.
Il est passé des Tigers au Cardinals le 2 septembre 1986, pour compléter une transaction conclue le 10 août entre les deux clubs, le lanceur Ken Hill étant envoyé à Saint-Louis contre un receveur, Mike Heath.
Il a fait partie de trois équipes ayant participé aux Séries mondiales : les Tigers (champions en 1984), les Cardinals (défaits en finale en 1987) et les Giants (défaits en finale en 1989) mais n'a jamais fait une présence dans un match de séries éliminatoires.
Mike Laga est surtout connu pour avoir été le seul joueur de l'histoire à avoir frappé une balle à l'extérieur du Busch Memorial Stadium de Saint-Louis, en claquant une fausse balle hors du stade le 15 septembre 1986. Ceci n'avait jamais été réussi depuis l'inauguration du stade en 1966 et n'a jamais été réédité jusqu'à sa fermeture en 2005.
Après avoir terminé sa carrière nord-américaine en 1990 avec les Giants de San Francisco, Laga a joué deux ans au Japon. Il a frappé 31 coups de circuits avec Fukuoka en 1991.